# Мордвин (Петриковский район)
Мордвин (бел. Мардзвін) — деревня в Голубицком сельсовете Петриковского района Гомельской области Беларуси.
На юге граничит с национальным парком «Припятский».

## География

### Расположение
В 13 км на юго-запад от Петрикова, 27 км от железнодорожной станции Муляровка (на линии Лунинец — Калинковичи), 208 км от Гомеля.

### Гидрография
На севере пойма реки Припять и озеро Подзаровье.

## Транспортная сеть
Транспортные связи по просёлочной, затем автомобильной дороге Лунинец — Калинковичи. Планировка состоит из короткой прямолинейной широтной улицы, к которой с севера присоединяется дугообразная короткая улица. Застройка деревянная, усадебного типа.

## История
По письменным источникам известна с XVI века как деревня Мордвиново в Трокского воеводства Великого княжества Литовского, с 1565 года в Пинском повете Брестского воеводства, шляхетская собственность. Находилась во владении иезуитов, казны, в 1777 году передана епископу виленскому И. Масальскому.
После 2-го раздела Речи Посполитой (1793 год) в составе Российской империи. По ревизским материалам 1816 года во владении Киневичей. В 1834 году в Петриковской волости Мозырского уезда Минской губернии. В 1910 году открыта школа, которая размещалась в наёмном крестьянском доме.
В 1931 году организован колхоз «Красный пахарь», работали кузница и шерсточесальня. Во время Великой Отечественной войны в июне 1943 года оккупанты полностью сожгли деревню и убили 90 жителей. 63 жителя погибли на фронте. Согласно переписи 1959 года в составе совхоза «Голубичский» (центр — деревня Голубица). Работали клуб, фельдшерско-акушерский пункт.
До 31 октября 2006 года в составе Снядинского сельсовета.

## Население

### Численность
- 2004 год — 65 хозяйств, 103 жителя.

### Динамика
- 1795 год — 31 двор.
- 1816 год — 191 житель.
- 1834 год — 38 дворов, 179 жителей.
- 1897 год — 50 дворов, 384 жителя (согласно переписи).
- 1908 год — 75 дворов, 443 жителя.
- 1917 год — 517 жителей.
- 1940 год — 98 дворов.
- 1959 год — 488 жителей (согласно переписи).
- 2004 год — 65 хозяйств, 103 жителя.